# 96765 Poznanuni
96765 Poznanuni este o planetă minoră (asteroid), cu un diametru de 3,685 km, din centura de asteroizi. A fost descoperită pe 10 septembrie 1999 la Ondřejovská hvězdárna⁠(d) de Petr Pravec⁠(d) și a fost numită după Universitatea Adam Mickiewicz din Poznań. 
Obiectul prezintă o orbită caracterizată de o semiaxă mare de 2,8097036829019 UAi, o excentricitate de 0,062001711842345, o înclinație de 12,87620059812 ° în raport cu ecliptica.